# Marcelo Bustamante
Walter Marcelo Bustamante (Villa Tesei, 17 febbraio 1980) è un ex calciatore argentino, di ruolo difensore.

## Caratteristiche tecniche
Gioca come terzino sinistro.

## Palmarès
- Campionato argentino: 2

Vélez Sarsfield: 2005 (C)
Banfield: 2009 (A)